# جایزه بزرگ ایتالیا ۱۹۷۳
جایزه بزرگ ایتالیا ۱۹۷۳ (انگلیسی: ‎1973 Italian Grand Prix‎) یک مسابقهٔ موتوری در رشتهٔ اتومبیل‌رانی فرمول یک بود که در تاریخ ۹ سپتامبر ۱۹۷۳ در پیست ناتزیوناله مونتزا واقع در مونتزا، لمباردی، ایتالیا برگزار شد. این گراند پری در میان ۱۵ گراند پری در فصل ۱۹۷۳، مسابقهٔ شمارهٔ ۱۳ بود.
در این مسابقه که در ۵۵ دور و به مسافت ۳۱۷٫۶۲۵ کیلومتر (۱۹۷٫۳۶۳ مایل) برگزار شد، پول پوزیشن توسط رونی پیترسن کسب شد و سریع‌ترین زمان برای طی یک دور پیست که برابر با ۱:۳۵٫۳ بود نیز توسط جکی استوارت به ثبت رسید.
رونی پیترسن از تیم لوتوس-فورد، امرسون فیتیپالدی از تیم لوتوس-فورد و پیتر روسون از تیم مک‌لارن-فورد به‌ترتیب مقام‌های اول تا سوم مسابقه را کسب کردند.

## رده‌بندی قهرمانی پس از مسابقه
|       | جایگاه | راننده           | امتیاز |
| ----- | ------ | ---------------- | ------ |
|       | ۱      | جکی استوارت      | ۶۹     |
| ۱     | ۲      | امرسون فیتیپالدی | ۴۸     |
| ۱     | ۳      | فرانسوا سورت     | ۴۷     |
|       | ۴      | رونی پیترسن      | ۴۳     |
|       | ۵      | پیتر روسون       | ۲۷     |
| منبع: |        |                  |        |

|       | جایگاه | سازنده      | امتیاز  |
| ----- | ------ | ----------- | ------- |
|       | ۱      | تایرل-فورد  | ۸۰ (۸۴) |
|       | ۲      | لوتوس-فورد  | ۷۷ (۸۱) |
|       | ۳      | مک‌لارن-فورد | ۴۶      |
|       | ۴      | برابام-فورد | ۱۸      |
|       | ۵      | فراری       | ۱۲      |
| منبع: |        |             |         |

یادداشت
- تنها پنج جایگاه نخست از هر رده‌بندی نمایش داده شده‌است.